# Colmschate
Colmschate est un village situé dans la commune néerlandaise de Deventer, en province d'Overijssel. Le nom est également utilisé pour le quartier de Deventer situé de part et d'autre de ce village. Lors du recensement de 2017, le village et le quartier comptent 15 685 habitants.
Colmschate est situé à l'est du centre-ville de Deventer et desservi par la gare ferroviaire de Deventer Colmschate, sur la ligne de Deventer à Almelo. Le code postal 7429 n'est utilisé que pour l'ancien village ; le quartier et ses extensions utilisent les codes postaux de Deventer.